# Beggars Banquet
Beggars Banquet é o nono álbum de estúdio da banda de rock inglesa The Rolling Stones. Foi lançado pela Decca Records/ABCKO Records no Reino Unido e pela London Records/ABKCO nos Estados Unidos em 6 de dezembro de 1968. É o sétimo álbum de estúdio britânico e nono americano da banda. Ele marcou um retorno às raízes R&B da banda, geralmente visto como mais primitivo do que a psicodelia do álbum anterior, o Their Satanic Majesties Request, de 1967. Este álbum está na lista dos 200 álbuns definitivos no Rock and Roll Hall of Fame.
Beggars Banquet foi um grande sucesso comercial, alcançando # 3 no Reino Unido e em # 5 nos Estados Unidos (disco de platina). Foi o terceiro álbum de Suas Majestades Satânicas a alcançar um milhão de cópias vendidas apenas nos Estados Unidos. A partir deste álbum, todos os álbuns posteriores de músicas inéditas em estúdio da banda, sempre alcançaram, no mínimo, um milhão de cópias vendidas entre os norte-americanos.
Em 2003, o álbum foi classificado # 57 na lista dos 500 maiores álbuns de todos os tempos da revista Rolling Stone e # 67 na lista dos melhores álbuns de todos os tempos da rede de televisão VH1. O álbum também é destaque no livro 1001 Albums You Must Hear Before You Die.
Em agosto de 2002, ABKCO Records relançou Beggars Banquet em LP recém-remasterizado e SACD/CD.

## História
Após as longas sessões para o álbum anterior, em 1967, e a saída do produtor e diretor Andrew Loog Oldham,  Mick Jagger e Keith Richards contrataram como produtor Jimmy Miller, que produziu o Spencer Davis Group e o Traffic. A parceria se revelaria um sucesso e Miller trabalharia com a banda até o álbum Goats Head Soup, em 1973.
Em março, a banda começou a gravar seu novo álbum, apontando para o lançamento em julho. Uma das primeiras faixas cortadas, "Jumpin' Jack Flash", foi lançada como Single em maio de 1968, tornando-se um enorme sucesso.
Beggars Banquet foi o último esforço completo de Brian Jones com os Rolling Stones. Depois da enxurrada de críticas aos experimentalismos dos "Stones Psicodélicos" de Their Satanic Majesties Request, a ideia defendida por Brian, de que a banda deveria se manter no Rhythm and blues, Blues e rock and roll, foi seguida para esse novo álbum. Infelizmente, o estado mental de Brian, completamente viciado em drogas, piorava a cada dia. Hospitalizado três vezes em 1967, duas nesse ano; preso duas vezes em 1967, duas nesse, Brian “desaparecia a olhos vistos”, como disse Keith. Quando se apresentavam ao vivo, errava pelo palco. Nas gravações, vagava pelo estúdio, batucando a esmo num e noutro instrumento. Seu rosto é uma máscara irreconhecível de rugas e manchas. Keith recorda: “A cada dia ele ficava mais frágil, física e mentalmente...". Apesar disso ainda contribui bastante pro álbum. Além de sua slide guitar em "No Expectations", tocou gaita em "Dear Doctor", "Parachute Woman" (juntamente com Mick Jagger) e "Prodigal Son", sitar e tambura em "Street Fighting Man", e mellotron em "Stray Cat Blues".
Os críticos consideraram o LP como um retorno à forma. Também foi claramente um sucesso comercial, alcançando # 3 no Reino Unido e em # 5 nos Estados Unidos (disco de platina).
O LP original não dá crédito ao Reverendo Robert Wilkins como o escritor de "Prodigal Son". Seu desempenho executando "Prodigal Son" no Newport Folk Festival, em 1964 foi incluído no LP Blues at Newport, Volume 2.
Em 10 e 11 de dezembro 1968, a banda filmou um espetáculo de televisão intitulado The Rolling Stones Rock and Roll Circus com John Lennon, Eric Clapton, The Who e Jethro Tull entre os convidados musicais. Um dos objetivos iniciais do projeto era promover Beggars Banquet, mas o filme foi engavetado pelos Rolling Stones até 1996, quando foi finalmente lançado oficialmente.
Em agosto de 2002, ABKCO Records relançou Beggars Banquet como um recém remasterizado LP e SACD/CD. Esta versão corrigiu uma falha importante no álbum original, restaurando cada canção a sua velocidade, um pouco mais rápida. Devido a um erro na masterização, Beggars Banquet foi ouvido por mais de trinta anos em uma velocidade mais lenta do que tinha sido gravado. Isto teve o efeito de alterar não só o tempo de cada canção, mas sua intensidade também. Essas diferenças foram sutis, mas importantes, e a versão remasterizada é cerca de 30 segundos mais curta que a versão original.
Beggars Banquet é o primeiro de quatro LPs de estúdio dos Stones que são geralmente considerados suas maiores realizações artísticas e uma das maiores obras-primas do rock. Os outros três álbuns são Let It Bleed (1969), Sticky Fingers (1971), e Exile on Main St. (1972).
O álbum é citado sempre que se fazem listas dos melhores álbuns. Em 2003, o álbum foi classificado # 57 na lista dos 500 maiores álbuns de todos os tempos da revista Rolling Stone. No mesmo ano, a rede de televisão VH1 classificou Beggars Banquet # 67 em sua lista dos melhores álbuns de todos os tempos. O álbum também é destaque no livro 1001 Albums You Must Hear Before You Die.

## Capa
Em junho de 1968, as sessões foram quase concluídas na Inglaterra, com alguns overdubbs finais e mixagem a serem feitos em Los Angeles em julho. No entanto, tanto Decca Records na Inglaterra quanto a London Records nos Estados Unidos rejeitaram o design da capa planejado – uma parede de banheiro coberta de pichações obscenas. A banda inicialmente se recusou a mudar a capa, resultando em vários meses de atraso no lançamento do álbum. Em novembro, porém, os Rolling Stones permitiram que o álbum fosse lançado em dezembro com uma capa branca, simples imitação de um cartão de convite. (As letras RSVP que aparecem nesta versão da capa é uma abreviatura da frase em francês, Répondez, s'il vous plaît, que significa "responda, por favor".) A ideia de uma capa lisa também foi usada por The Beatles em seu homônimo álbum duplo, que foi lançado um mês antes de Beggars Banquet. Esta semelhança, juntamente com o lançamento um mês depois, ganhou a acusação de que os Rolling Stones estavam imitando os Beatles.
Em 1984, a capa original foi lançada com o CD remasterizado de Beggars Banquet.

## Sympathy for the Devil
Sympathy for the Devil é também o título de um filme de 1968 de Jean-Luc Godard cuja própria versão era chamada One Plus One. O filme, uma fantasia em torno da contracultura dos anos 1960, trazia imagens dos Rolling Stones no processo de gravação da faixa no estúdio. No filme é vista uma cena onde Keith Richards, Brian Jones, Jimmy Miller, Charlie Watts, Bill Wyman, Marianne Faithfull e Anita Pallenberg gravam os "whoo whoo" (backing vocals) da canção. Miller revelou mais tarde que esta cena foi encenada e que os backing vocals na faixa final foram feitos em Los Angeles com apenas Jagger, Richards e Miller presentes.

## Citações
Sobre o título do álbum, que significa "Banquete dos mendigos", Keith Richards disse em 1971: "A ideia veio de um cara chamado Christopher Gibbs. Mick tinha me mostrado algo, mas foi Gibbs quem veio com essa mistura. Nós queríamos fazer a capa. A ideia veio primeiro, lance dos mendigos...".
Sobre a capa censurada Keith disse no mesmo ano: "Anita, eu e Mick achamos essa parede. Barry Feinstein a fotografou. Uma capa ótima. A Decca impediu que o álbum fosse lançado, e isso atrasou. Era como se fosse assim: 'Não nos importamos se seu álbum não for lançado'. Após isso, percebemos que seria impossível continuar com eles e começamos ver as coisas diferentemente".
Sobre a capa censurada Mick Jagger disse em 1968: "Eu não acho a capa ofensiva. A Decca tinha mostrado uma capa com uma bomba atômica explodindo. Acho isso mais preocupante". E em 1969 disse: "A briga foi tão idiota... todas as coisas escritas na parede eram relevantes ao álbum. Será que eles acham que as pessoas não lêem isso nas paredes de banheiro?"
Sobre as músicas do álbum estarem sendo banidas de algumas rádio Keith Richards disse em 1968: "O fato de que umas duas estações de rádio americanas baniram a música, mostra o quanto paranóicos eles estavam".
Sobre o álbum em si, Keith Richards disse em 1973: "Acho que curto mais Beggars Banquet do que todas as coisas que já fizemos". E em 1977 falou da satisfação em tocar no disco: "Durante o longo tempo depois que acabamos de gravar Between the Buttons, eu comecei a me estressar com o que eu estava tocando na guitarra. Daí, parti para as afinações em D aberto, as que usei em Beggar's Banquet. "Street Fighting Man" e "Jumpin' Jack Flash" são os exemplos. "Street Fighting Man" foi toda feita com violões".
Sobre "Sympathy For The Devil" Mick Jagger disse em 1968: "Começou como uma coisa folk, tipo "JigSaw Puzzle", mas não funcionou... então fomos mudando e mudando até que se finalizasse em um samba". Em 1995 disse: "Eu escrevi essa sozinho. Keith tinha sugerido que tocássemos num ritmo diferente... Esse é o bom de se trabalhar em grupo. Eu sabia que ela era boa, tanto que eu a toquei sem parar até que gravássemos. Tinha aquele começo poético, referências históricas".
Sobre "Salt Of The Earth", Jagger disse em 1970: "A canção é toda em cinismo. Dizendo que aquelas pessoas não têm nenhum poder e elas nunca terão".
Sobre "No Expectations", Jagger disse em 1995: "Essa era Brian tocando slide. Nós estávamos sentados em círculo no chão, gravando com os microfones ligados. Esta foi a última vez que me lembro de Brian totalmente envolvido em algo que valesse a pena. É engraçada a lembrança, mas esse foi o último momento que me lembro dele fazendo isso, pois tinha perdido o interesse em tudo".
Sobre "Street Fighting Man" Charlie Watts disse em 2003: "Foi gravada no cassette de Keith com uma bateria de brinquedo dos anos 30 que eu tinha comprado em uma loja de antiguidades e ainda tenho em casa". E sobre "Factory Girl", ele afirmou no mesmo ano: "Nessa música eu estava fazendo uma coisa que não se deveria fazer, que é tocar tabla com baquetas, ao invés de conseguir o som com as mãos como os tocadores de tabla fazem, embora seja uma técnica extremamente difícil e dolorida, se você não estiver treinado".

## Faixas
Todas as músicas são de autoria de Mick Jagger e Keith Richards, exceto onde indicado:
| Lado A |                          |         |  |
| N.º    | Título                   | Duração |  |
| 1.     | "Sympathy for the Devil" | 6:18    |  |
| 2.     | "No Expectations"        | 3:56    |  |
| 3.     | "Dear Doctor"            | 3:21    |  |
| 4.     | "Parachute Woman"        | 2:20    |  |
| 5.     | "Jigsaw Puzzle"          | 6:05    |  |

| Lado B |                                 |         |  |
| N.º    | Título                          | Duração |  |
| 6.     | "Street Fighting Man"           | 3:14    |  |
| 7.     | "Prodigal Son" (Robert Wilkins) | 2:51    |  |
| 8.     | "Stray Cat Blues"               | 4:37    |  |
| 9.     | "Factory Girl"                  | 2:09    |  |
| 10.    | "Salt of the Earth"             | 4:49    |  |

| Críticas profissionais                                                      | Críticas profissionais |
| Avaliações da crítica                                                       | Avaliações da crítica  |
| Fonte                                                                       | Avaliação              |
| --------------------------------------------------------------------------- | ---------------------- |
| allmusic                                                                    | [ 5 ]                  |
| BBC                                                                         | (favorável)            |
| Blender                                                                     | [ 7 ]                  |
| Georgiy Starostin                                                           | (15/15)                |
| PopMatters                                                                  | (favorável)            |
| Rolling Stone                                                               | (favorável)            |
| Esta tabela precisa de ser acompanhada por texto em prosa. Consulte o guia. |                        |

## Paradas
| Ano  | Parada        | Posição |
| ---- | ------------- | ------- |
| 1969 | Billboard 200 | 5       |